# Danioninae
A Danioninae a sugarasúszójú halak (Actinopterygii) osztályának pontyalakúak (Cypriniformes) rendjébe, ezen belül a pontyfélék (Cyprinidae) családjába tartozó alcsalád.

## Rendszerezés
Az alcsaládba az alábbi 15 nem tartozik:
- Chela (Buchanan–Hamilton, 1822)
- Danio Buchanan–Hamilton, 1822)
- Danionella (Roberts, 1986)
- Devario (Heckel, 1843)
- Esomus (Swainson, 1839)
- Inlecypris (Howes, 1980)
- Leptobarbus (Bleeker, 1860)
- Luciosoma (Bleeker, 1855)
- Thryssocypris (Roberts & Kottelat, 1984
- Paedocypris (Kottelat & Britz & Hui & Witte, 2006)
- Microrasbora (Annandale, 1918)
- Microdevario (Fang, Liao, Källersjö & Kullander, 2009)
- Parachela (Steindachner, 1881)
- Salmophasia (Swainson, 1839) syn: Salmostoma
- Sundadanio (Kottelat & Witte, 1999
- Amblypharyngodon (Bleeker, 1860)